# Prostitution i Indien
|  | Prostitution är laglig och reglerad. |

|  | Prostitution är lagligt, men bordeller är illegala, prostitution är inte reglerad |

|  | Prostitution är förbjudet |

|  | Ingen uppgift |

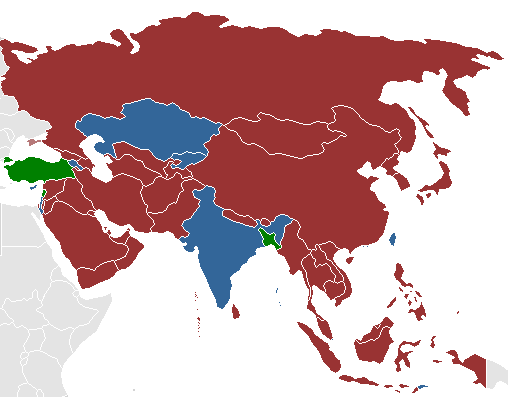

I Indien är prostitution, det vill säga utbytet av sexuella tjänster för pengar, lagligt. Men det är förbjudet att marknadsföra sexuella tjänster på offentliga platser liksom att hålla en bordell, att agera hallick samt att främja prostitution genom koppleriverksamhet. Prostitutionsfrågan är för närvarande en het fråga i Indien. 2007 rapporterade ministeriet för kvinnors och barns utveckling att det finns 2,8 miljoner sexarbetare i Indien och att 35 procent av dem börjar att arbeta inom sexindustrin redan innan 18 års ålder. Dessutom har antalet prostituerade fördubblats under perioden 1995–2005.

## Historik
Prostitution har i olika former förekommit i Indien sedan antiken, och många olika kategorier av prostituerade och kurtisaner finns omnämnda under historiens gång. 
Under det muslimska Mogulrikets tid, när en strikt könssegregering rådde i den indiska överklassen där kvinnor förpassades till harem, blev en klass av kurtisaner kallade tawaif berömda, liksom en typ av dansflickor som kallades nautch, och som också kunde sälja sexuella tjänster. 
År 1864 införde de brittiska kolonialmyndigheterna reglementerad prostitution i Brittiska Indien genom lagen Cantonment Act of 1864.   De brittiska myndigheterna rekryterade döttrar från fattiga familjer till militärbordeller reserverade för britter för att skydda brittiska soldater mot sexuella sjukdomar. Bordellkvarter växte upp under denna tid, bland annat det stora bordelldistriktet i Mumbai.

## Prostitutionens rättsliga ställning
Den huvudsakliga lagen som reglerar prostitution liksom annat sexarbete i Indien är Immoral Traffic (Suppression) Act (SITA) från 1956. Enligt den lagen kan prostituerade sälja sexuella tjänster privat, men de får inte lagligen bjuda ut sina tjänster på offentlig plats. Organiserad prostitution (bordeller, prostitutionsklubbar, hallickverksamhet, koppleri etc.) är förbjudet. 

## Redlight-distrikt och sexturism
De största sexdistrikten ("red-light distrikt") i Indien är Sonagachi i Kolkata (Calcutta), Kamathipura i Mumbai, G. B. Road i New Delhi, Reshampura i Gwalior och Budhwar Peth i Pune. Under senare år har dessa och andra sexcentrum runtom i landet blivit vanliga besöksmål för personer som ägnar sig åt sexturism.  

## Manliga sexarbetare
Manlig prostitution är alltmer synlig i Indien och gigolo-tjänsterna blir vanligare. Homosexuella handlingar är lagligt i landet, men det finns fortfarande en stigma associerad med homosexualitet och frånvaron av lagligt skydd gör att de manliga sexarbetarna tenderar att möta högre risker än kvinnorna i branschen[källa behövs]. Många av de manliga sexarbetarna är eunucker eller hijraner. Medvetenhet om sexuellt överförbara sjukdomar finns, men det är få preventivmedel (såsom kondomer) som är tillgängliga.

## Aids
Mumbai och Kolkata har Indiens största bordellbaserade sexindustri. Bara i Mumbai finns över 100 000 sexarbetare.
Den mycket höga andelen hiv-positiva bland sexarbetare (50 procent eller mer av Mumbais kvinnliga sexarbetare har smittats sedan 1993) tillsammans med brist på information, låg användning av skydd och klienternas migration är bidragande orsaker till spridningen av aids i regionen och landet.

## Prostitution i populärkulturen
Prostitution har varit ett tema i indisk litteratur och konst under mycket lång tid. Mrichakatika, en sanskrit-pjäs i tio akter, skrevs exempelvis av Śhudraka redan under 200-talet före Kristus. Berättelsen, som handlar om den kungliga kurtisanen Vasantsena,  blev 1984 filmatiserad under namnet Utsav. En film som tar upp den nutida prostitutionen i Calcutta är Born into Brothels: Calcutta's Red Light Kids.

## Devadasi
Devadasi (தேவதாசி; "guds tjänare") är en tradition inom hinduism där unga flickor, omkring tioårsåldern, "gifts" bort och får livsuppgiften att arbeta i templen. Dans och musik är traditionella uppgifter, men det förekommer också religiöst sexslaveri. Systemet förbjöds i hela Indien 1988 men lever fortfarande kvar på många ställen.